# Устрица

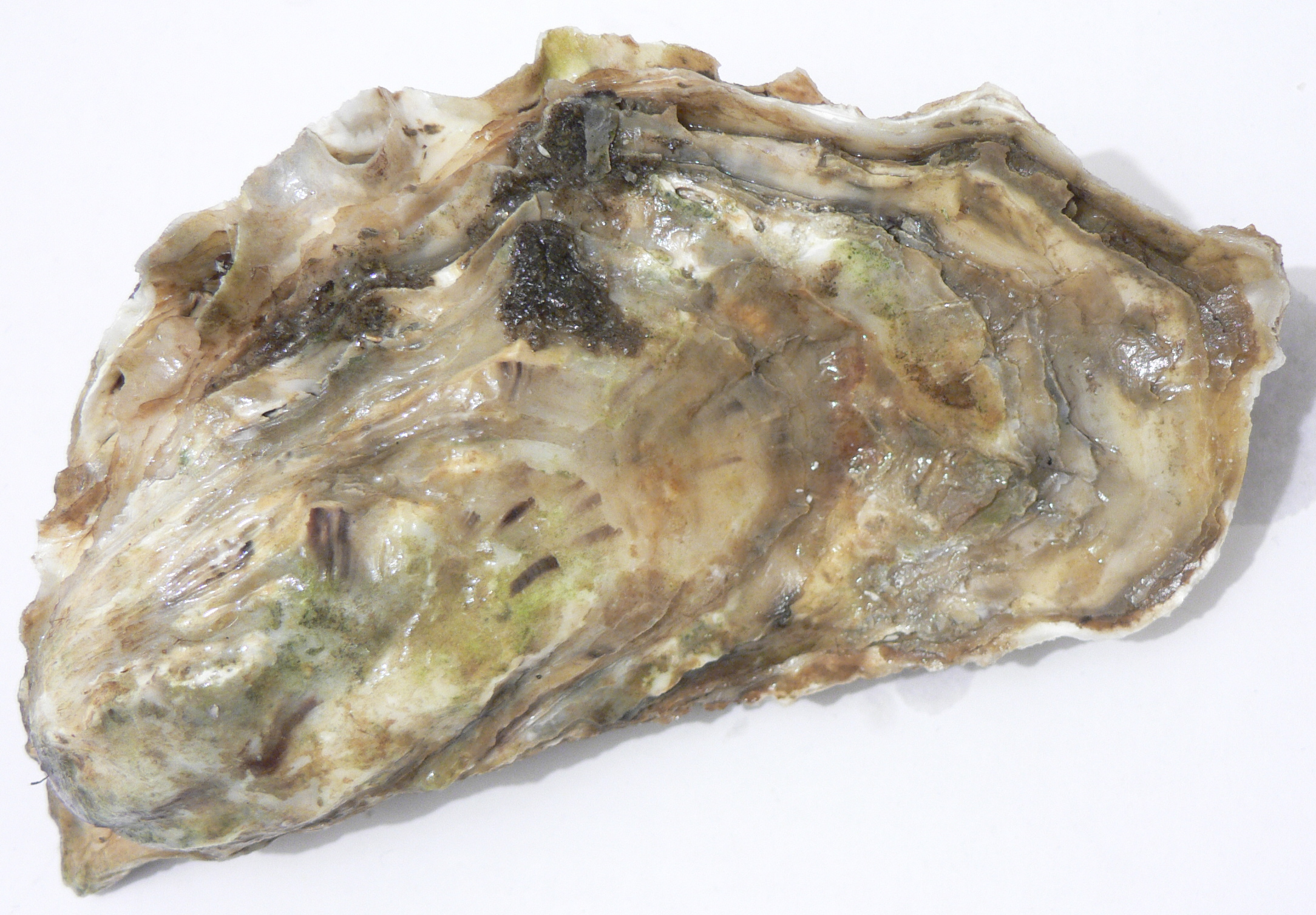
Crassostrea gigas из бассейна Марен-Олерон, расположенного во Франции

У́стрица — общее обозначение для ряда конкретных групп двустворчатых моллюсков, которые живут в морской воде или солоноватой среде обитания. Обычно створки раковины у двустворчатых моллюсков симметричны (например, у сердцевидок, беззубок). Однако у устрицы наблюдается асимметрия створок: створка, на которой животное лежит, выпуклая, а другая створка плоская и играет роль крышечки, прикрывая первую.

## Этимология
Общеевропейское название устрицы восходит к др.-греч. ὄστρεον (óstreon) «устрица», восходящему к праиндоевропейскому корню *ost- — «кость». Из древнегреческого слово было заимствовано в латынь с тем же значением — лат. ostreum, ostrea. Русское слово является заимствованием из голландского языка (нидерл. oester), первое упоминание — в Морском уставе издания 1724 года, на протяжении XVIII-XIX веков слово также встречалось в форме «устерсы». Церковнославянское обозначение устрицы, а также раковины в принципе, церк.-слав. о́стрей, ѡ́стрей, также восходит к древнегреческому. Английское же наименование устрицы, англ. oyster, происходит от старофр. oistre (совр. фр. huître), в свою очередь, восходящего к женской форме латинского слова; и впервые фиксируется в XIV веке.

## Хозяйственное значение
Некоторые виды устриц, широко используемые в кулинарии (в варёном или сыром виде), у гурманов считаются деликатесом. Другие виды, например жемчужные устрицы, как правило, не употребляются людьми в пищу — их собирают из-за жемчужин, образующихся в мантии. Большинство моллюсков, имеющих раковины, способно образовывать жемчуг, но коммерческой ценностью обладают лишь жемчужины, покрытые слоем перламутра. Их создают только двустворчатые и некоторые брюхоногие моллюски.
Добываемый из раковин перламутр используется для изготовления различных изделий, например пуговиц, а также для инкрустаций.

## В пище
Свидетельства употребления устриц в пищу восходят к доисторическим временам, о чём свидетельствуют устричные кладки, найденные по всему миру. Устрицы были важным источником пищи во всех прибрежных районах, где их можно было найти, а устричный промысел был важной отраслью промышленности там, где их было много. Чрезмерный вылов, болезни и загрязнение окружающей среды резко сократили их запасы, но они по-прежнему остаются популярным продуктом, которое отмечается на устраиваемых во многих городах и поселках специальных устричных фестивалях.
В англо- и франкоязычных странах считалось, что устриц можно есть якобы только в месяцы с буквой «r». Это утверждение небезосновательно, поскольку в Северном полушарии устрицы гораздо чаще портятся в теплые месяцы — в мае, июне, июле и августе. В последние годы такие патогены, как Vibrio parahaemolyticus, вызвали вспышки в нескольких районах сбора урожая на востоке США в летние месяцы, что ещё больше подтверждает это убеждение.

### Блюда
В отличие от большинства моллюсков, устрицы могут иметь довольно длительный срок хранения — до четырёх недель. Однако с возрастом их вкус становится менее приятным. Свежие устрицы должны быть живыми непосредственно перед употреблением или приготовлением. Устрицы, которые не открываются, обычно считаются мертвыми и поэтому небезопасны.

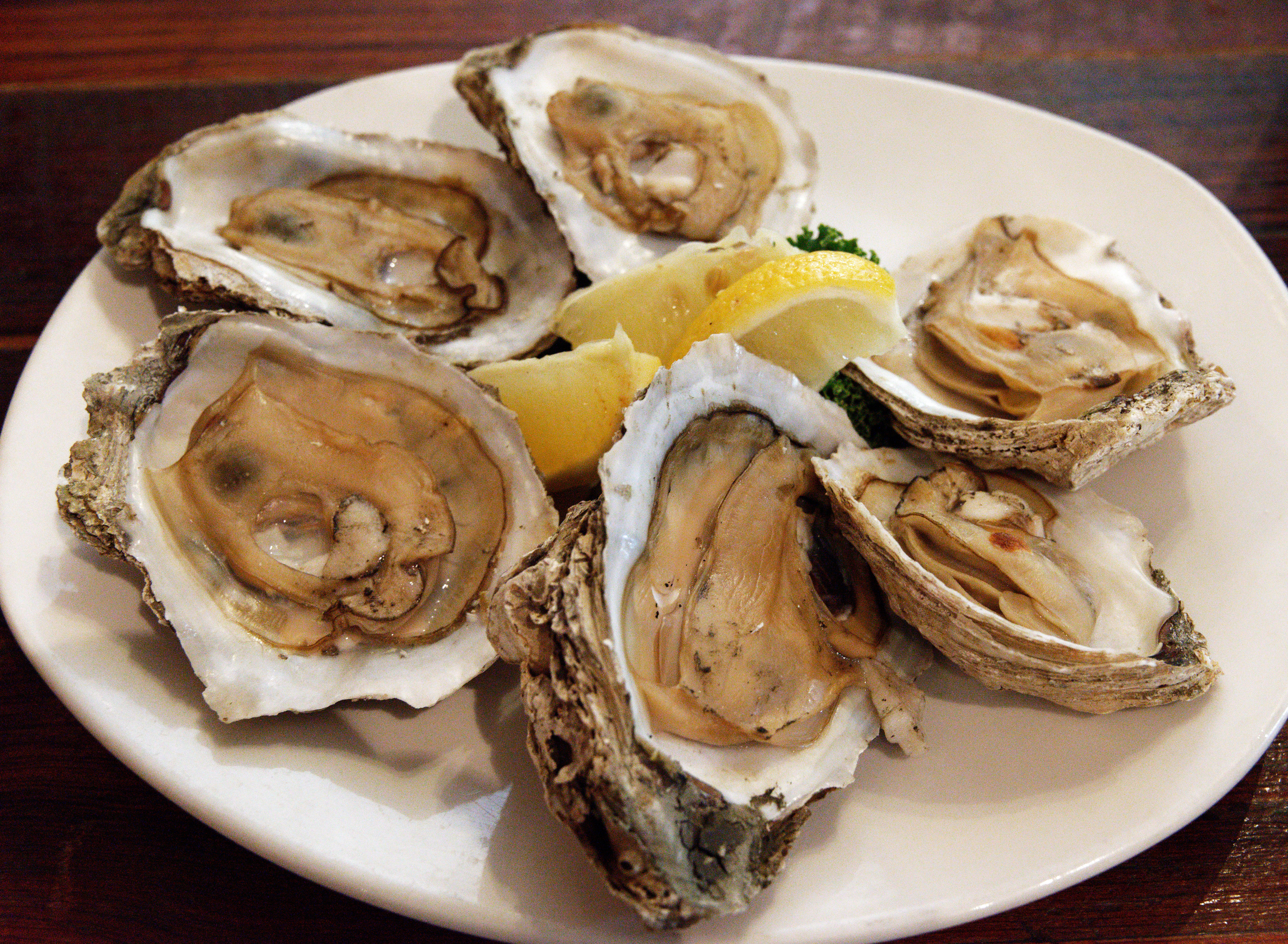
Шесть приготовленных на пару восточных устриц на половинке раковины

Устриц можно есть в раковине, сырыми, копчеными, вареными, печеными, жареными, запеченными, тушеными, консервированными, маринованными, приготовленными на пару или запеченными, а также использовать в различных напитках. Употребление может быть простым — открыть раковину и съесть содержимое, включая сок. Часто добавляют масло и соль. Отваренных устриц можно подать на тосте с соусом ру. В случае с устрицами по-рокфеллеровски приготовление может быть очень сложным. Иногда их подают на съедобных морских водорослях, таких как бурые водоросли.
При употреблении устриц следует соблюдать осторожность. Пуристы настаивают на том, чтобы есть их сырыми, без какой-либо заправки, кроме лимонного сока, уксуса (чаще всего шалотского) или коктейльного соуса. В элитных ресторанах к сырым устрицам подают соус миньонет, который состоит в основном из свежего измельченного лука-шалота, смеси перцев, сухого белого вина и лимонного сока или хересного уксуса. Подобно изысканному вину, сырые устрицы обладают сложным вкусом, который сильно варьируется в зависимости от сорта и региона: соленый, сладковатый, маслянистый, металлический или даже фруктовый. Текстура мягкая и мясистая, но нежная на вкус. Различия в солености воды, щелочности, содержании минералов и питательных веществ влияют на их вкусовой профиль.

### Пищевая ценность
Устрицы являются отличным источником цинка, железа, кальция и селена, а также витамина А и витамина В12. Устрицы имеют низкую калорийность: одна дюжина сырых устриц содержит всего 110 килокалорий. Они богаты белком (около 9 г в 100 г тихоокеанских устриц). Две устрицы (28 г) обеспечивают стандартную суточную норму цинка и витамина B12.
Традиционно устрицы считаются афродизиаком. Группа американских и итальянских исследователей проанализировала двустворчатых моллюсков и обнаружила, что они богаты аминокислотами, которые вызывают повышение уровня половых гормонов. Высокое содержание цинка в них способствует выработке тестостерона.

### Вскрытие устриц

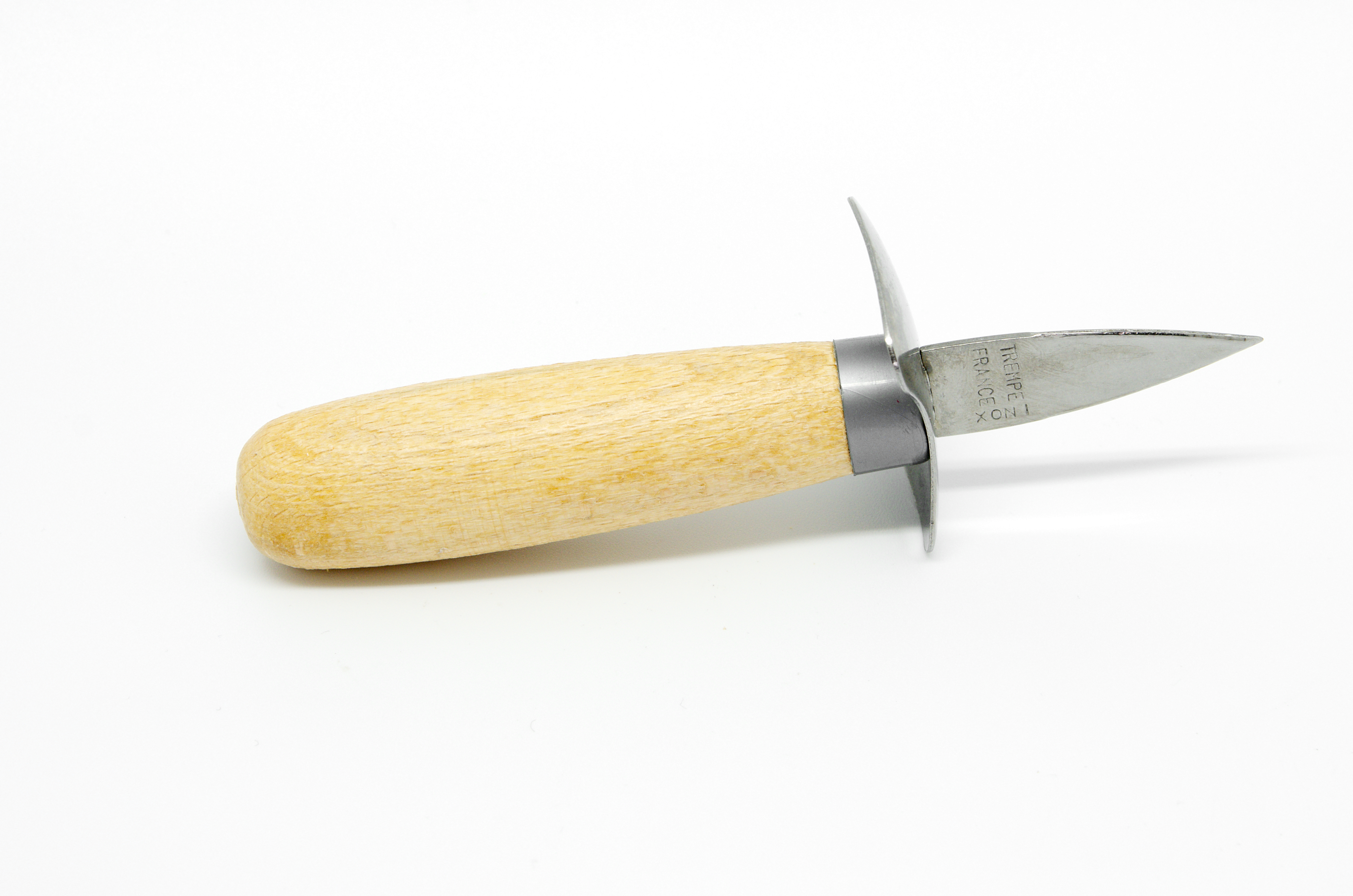
Специальные ножи для вскрытия живых устриц, такие как этот, имеют короткие и прочные лезвия

Вскрытие устриц требует навыка. Предпочтительным методом является использование специального ножа (называемого устричным ножом) с коротким и толстым лезвием длиной около 5 см.
Хотя для вскрытия устриц используются различные методы (которые иногда зависят от вида), ниже приведен один общепринятый метод вскрытия устриц:
- Вставьте лезвие с умеренным усилием и вибрацией, если необходимо, в отверстие между двумя створками.
- Поверните лезвие до легкого хлопка.
- Сдвиньте лезвие вверх, чтобы перерезать мышцу, которая удерживает раковину закрытой.

Неопытные люди могут приложить слишком большое усилие, что может привести к травме, если нож соскользнет. Рекомендуется использовать плотные перчатки, которые иногда продаются как «устричные перчатки»; помимо ножа, раковина может быть острой как бритва. Профессиональным работникам требуется менее трех секунд, чтобы открыть раковину.